# Dentition thécodonte
La dentition thécodonte est un arrangement morphologique dans lequel la base de la dent est complètement enfermée dans une alvéole osseuse profonde, comme on le voit chez les crocodiliens, les dinosaures et les mammifères, et opposée à la dentition acrodonte et pleurodonte vue chez les reptiles squamates. Notamment, cela semble être la condition dentaire ancestrale des amniotes. Cette morphologie était autrefois utilisée comme base pour le groupe taxonomique aujourd'hui disparu des Thecodontia.